# 構造的人口動態理論
構造的人口動態理論（こうぞうてきじんこうどうたいりろん、英: Structural-demographic theory、SDT）は、社会科学において数学的モデルを用いて、複雑な社会における政治的不安定の発生と予測を説明する理論。
この理論は社会学者ジャック・ゴールドストーンの研究に由来し、近年は計量歴史学者ピーター・ターチン、アンドレイ・コロターエフ、レオニード・グリニン、セルゲイ・ネフェドフによってさらに発展させられた。

## 理論の概要
ピーター・ターチンとその同僚たちが適用したSDTは、歴史的に観察された社会を4つの要素（国家、エリート、一般人口、政治的不安定を測るためのプロセス要素）に分け、それぞれが非線形のフィードバックループを通じて相互に影響し合うというシステムとして表現する。この4つの要素はそれぞれ異なる属性を持ち、それらは動的かつ予測可能に変動する。例えば、この理論はエリートの数と構成、一般人口の年齢構造と都市化の程度、国家の収入と支出などを考慮する。また、協力を促進する「利他的」な規範や社会的に破壊的であると理解される「過激なイデオロギー」の普及度というイデオロギー的な側面も含む。

## 歴史
1970年代後半から1980年代前半にかけての大学院生だったゴールドストーンは、政治的不安定の大きな歴史的勃発、例えば18世紀後半のフランス、オランダ、アメリカでの一連の革命や中国での太平天国の乱（1850年-1864年）に先立つ数十年間に、関係する社会は人口増加を経験し、「若年層の膨張」と急速な都市化につながっていたという一貫したパターンに気づいた。この関連性は多くの歴史家によって指摘されていたが、世界の人口動態と革命や内戦の歴史の文脈で体系的に探求されたことはまだなかった。構造的人口動態理論は、政治人口学の洞察を世界史の革命研究に適用しようとする彼の試みから生まれた。
SDTへの大きな貢献は、アンドレイ・コロターエフとその同僚たちによってなされた。彼らは「マルサス的罠」からの脱出時に大規模な社会政治的動乱が発生することは、異常な現象ではなく正常な現象であることを示した、「罠からの脱出時に罠に陥る」という構造人口学的モデルを開発した。